# Liste der denkmalgeschützten Objekte in Dietmanns (Niederösterreich)
Die Liste der denkmalgeschützten Objekte in Dietmanns enthält die denkmalgeschützten, unbeweglichen Objekte der Gemeinde Dietmanns.

## Denkmäler
| Foto |                 | Denkmal                                                                 | Standort                              | Beschreibung | Metadaten |
| ---- | --------------- | ----------------------------------------------------------------------- | ------------------------------------- | --- | --- |
| ja   | Datei hochladen | Ortskapelle Dietmanns HERIS-ID: 5984 Objekt-ID: 1859                    | Hauptstraße 90 Standort KG: Dietmanns | Die Ortskapelle in Alt-Dietmanns wurde auf der Kuppe am Platz im Jahr 1801 errichtet. Der nachbarocke Bau mit gefaschten Rundbogenfenstern und eingezogener Halbkreisapsis, durch Gesims zusammengefasst, hat zwischen den Giebelanschwüngen einen von Dreiecksgiebel überblendeten Fassadenturm unter Glockenhelm. Das geräumige Querjoch mit Gurtbögen auf Wandpfeilern und geschnittener Putzgliederung ist innen platzlgewölbt. Das Vorjoch mit Empore ist tonnengewölbt. Die Nischenfiguren seitlich des Apsisbogens stellen Maria und Joseph dar. Der Altar folgt in seiner Form der Apsiskrümmung. Die marmorierte Pfeilerädikula mit Rundgiebel stammt vom Anfang des 19. Jahrhunderts, das Altarblatt mit einem Bild der Heiligen Familie von 1893. Zur weiteren Ausstattung zählen Figuren der Heiligen Florian und Sebastian. | BDA-Hist.: Q37868261 Status: § 2a Stand der BDA-Liste: 2025-06-30 Name: Ortskapelle Dietmanns GstNr.: 208/1 Ortskapelle Dietmanns                         |
| ja   | Datei hochladen | Bründlkirche zur unbefleckten Empfängnis HERIS-ID: 5988 Objekt-ID: 1863 | Standort KG: Dietmanns                | Die sogenannte Bründlkirche zur unbefleckten Empfängnis westlich von Dietmanns an der Straße nach Waidhofen an der Thaya auf einer Anhöhe im Wald ist der Chor einer unvollendeten Wallfahrtskirche. Ein Marienbild an einem Baum beim Bründl war trotz des Verbots von 1785 im 18. Jahrhundert das Ziel von Wallfahrten. 1865 wurde an der Quelle ein Marterl errichtet und oberhalb davon 1888–1902 ein Presbyterium. Der neugotische, zweijochige Chorbau mit Fünfachtelschluss aus unverputztem Bruchsteinmauerwerk mit Strebepfeilern und Maßwerkfenstern ist im Westen durch ein Portal mit Maßwerkokulus zugänglich. Er verfügt über barockisierende Konsolfiguren Maria Immaculata und Heiliger Josef, im Giebel Dreipasslanzettfenster, ein Ziegelsatteldach mit Dachreiter und ein Treppentürmchen an der Südseite. Im Innenraum mit nasenförmig abgesetztem Kreuzrippengewölbe auf Konsolen und neugotischen Schablonenausmalungen befinden sich Glasmalereien aus der Bauzeit, ein neugotischer Flügelaltar mit Schreinfiguren der Heiligen Maria, Joachim und Anna, im Gesprenge ein Bildnis Herz Jesu, Flügelreliefs des Marienlebens und weitere sakrale Bilder. | BDA-Hist.: Q37868429 Status: § 2a Stand der BDA-Liste: 2025-06-30 Name: Bründlkirche zur unbefleckten Empfängnis GstNr.: 1348/2 Bründlkapelle (Dietmanns) |
| ja   | Datei hochladen | Flur-/Wegkapelle HERIS-ID: 5989 Objekt-ID: 1864                         | Standort KG: Dietmanns                | Die barockisierend im Putz gegliederte Wegkapelle mit Nischengiebel befindet sich unterhalb der Bründlkirche an der Straße ist mit 1865 bezeichnet. Das Steinkreuz über der modern versetzten Bründlmündung trägt die Bezeichnung 1854. | BDA-Hist.: Q37868572 Status: § 2a Stand der BDA-Liste: 2025-06-30 Name: Flur-/Wegkapelle GstNr.: 1348/1                                                   |